# 버크벡 칼리지
공식적으로는 버크벡 칼리지, 런던 대학교(Birkbeck College, University of London), 간단히는 버크벡, 런던 대학교라고 부르는 버크벡 칼리지는 영국 런던 대학교의 칼리지이다. 런던 캠던구 블룸즈버리에 위치해 있다. 4명의 노벨상 수상자와 1명의 영국 총리를 배출했다.

## 역사
1823년 영국 외과의사 조지 버크벡이 설립했다.

## 런던 대학교
서울 대학교가 하나의 4년제 종합대학교인 것과는 달리, 런던 대학교는 18개의 대학교, 파리 대학교는 13개의 대학교를 총칭한다. 런던 대학교가 왕립 대학교이지만, 18개의 칼리지를 모두 영국왕이 설립한 것은 아니다. 런던 광역시 내의 국립, 사립 대학교들을 통합했다.

## 조직

### 학부 및 학교
대학은 총 9개 학교(이전에는 19개 학과로 구성된 5개 학교(school)로 조직됨)로 구성된 3개 학부로 구성되어 있다. 다음과 같다.
- 경영 및 법학부

- 버크벡 경영대학원
- 버크벡 로스쿨

- 인문학 및 사회과학부

- 창의 예술, 문화 및 커뮤니케이션 대학원
- 역사 연구 대학원
- 사회 과학 대학원
- 버크벡 상담 센터

- 과학부

- 컴퓨팅 및 수학 과학부
- 자연 과학부
- 심리 과학부

## 유명한 인물
- 램지 맥도널드, 제37대 영국 총리, 최초의 영국 노동당 출신
- 데이지 리들리, 스타워즈: 깨어난 포스의 여주인공